# Quingnam
Quingnam (Kingnam), indijanski jezik s Anda u području rijeke Chicama i Paramonga, u departmanima La Libertad, Ancash i dijelu Lima, u carstvu naroda Chimu, Peru. Kingnam je bio raširen u vrijeme širenja carstva Tawantinsuyu, kojom su prilikom kečuanizirane grupe Indijanaca Mochica i ostalih populacija.  Quingnam je bio jedan od pet glavnih jezika carstva Chimu koji bi mogli upućivati na više plemenskih Chimu zajednica. 
Quingnam spominje Calancha kao  'jezik ribara'  ('la lengua pescadora' ili 'la lengua yunga pescadora') navodeći da se govori na centralnoj peruanskoj obali na jug do Carabaylla u provinciji Lima. O njemu je malo poznato jer ne postoje ni sačuvani rječnik ni gramatika.

## Vanjske poveznice
- Lenguas Yungas  Arhivirana inačica izvorne stranice od 30. studenoga 2006. (Wayback Machine)
- Mochica (Yungha)  Arhivirana inačica izvorne stranice od 6. veljače 2012. (Wayback Machine)